# 파르살라
파르살라(그리스어: Φάρσαλα)는 그리스 테살리아주 라리사현에 위치한 도시로, 고대식 표기로 파르살로스, 파르살루스(그리스어: Φάρσαλος, 라틴어: Pharsalus)라고도 부른다. 율리우스 카이사르와 폼페이우스가 대결한 파르살루스 전투가 벌어진 무대로 알려져 있으며, 테살리아주의 농업의 중심지로 면화, 목축, 직물 산업이 활발하다.